# Sarah Fisher

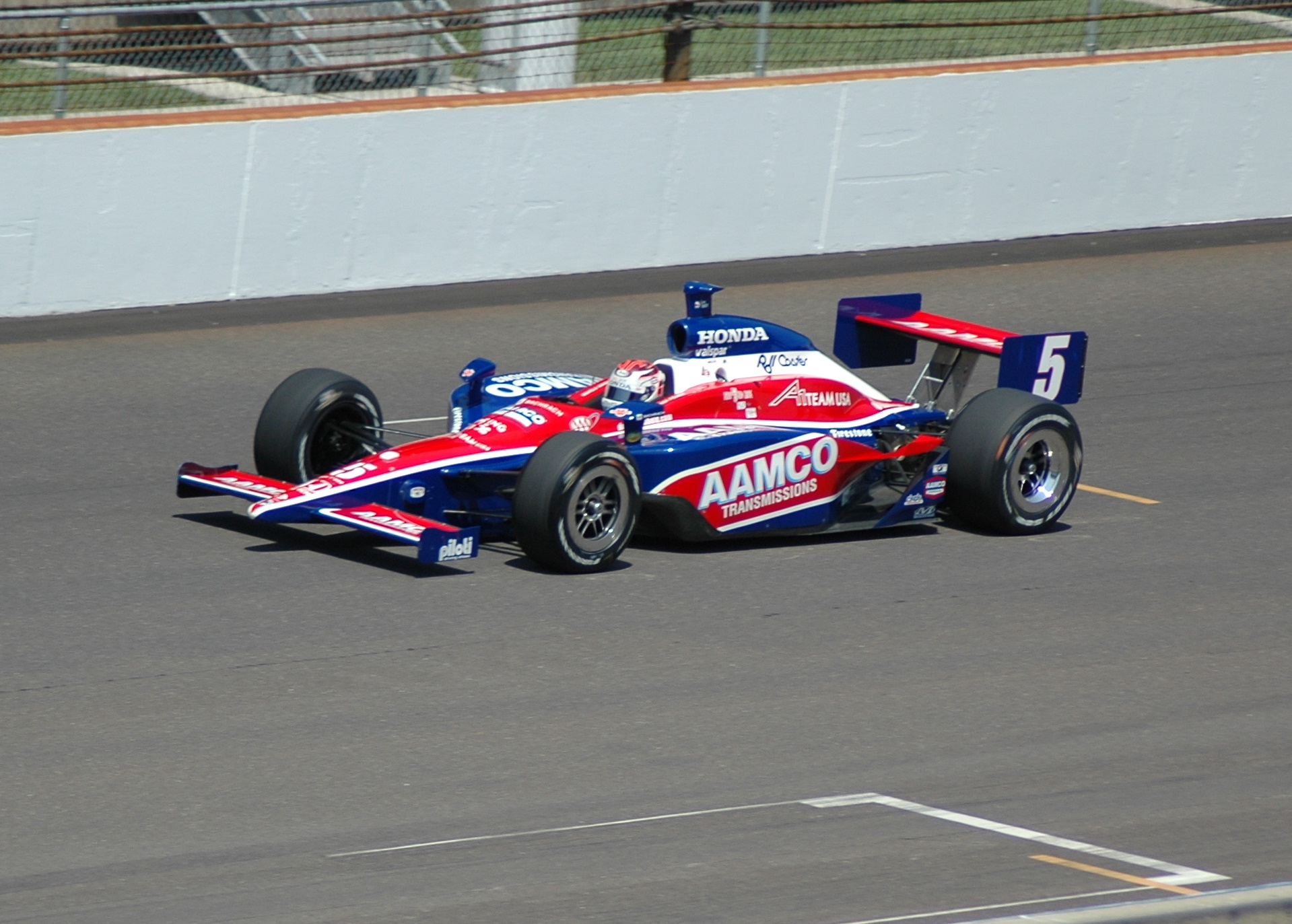
Sarah Fisher tijdens het Indianapolis 500 weekend in 2007

Sarah Fisher, Columbus (Ohio), 4 oktober 1980 is een Amerikaans autocoureur. Ze woont in Beech Grove, Indiana.

## Biografie
Fisher werd geboren in Columbus, Ohio en groeide op in het kleine Commercial Point. Ze plande te gaan studeren aan de publieke universiteit van Ohio om het diploma van werktuigbouwkunde te behalen, maar voor het schooljaar begon kreeg ze het aanbod IndyCar Series te gaan rijden. Later studeerde ze parttime aan de Butler-universiteit. In 2007 is ze gehuwd met Andy O'Gara, een crewlid van het Dreyer & Reinbold Racing team waar Fisher onder meer tussen 2002 en 2007 voor reed.

## Carrière

### Autosport
Haar carrière begon in Karting, waar ze successen behaalde door er in 1991, 1993 en 1994 kampioen te worden in het World Karting Association Grand National Championships. Andere race klassen volgde en in 1999 reed ze haar eerste race in de Indy Racing League, in de laatste race van dat seizoen op het Texas Motor Speedway circuit. Ze haalde de finish niet en werd als 25ste geklasseerd.
In 2000 kreeg ze een plaats in het Walker Racing team. Ze reed haar eerste Indianapolis 500 race, maar haalde de finish niet. Het hoogtepunt kwam er op de Kentucky Speedway, waar ze derde werd en zo haar eerste podiumplaats haalde. In 2001 werd ze tweede op de Homestead-Miami Speedway, het beste resultaat ooit dat een vrouw behaalde, totdat Danica Patrick in 2008 een race won.
In 2002 verhuisde ze naar Dreyer & Reinbold Racing, nadat het Walker Racing team een terugkeer maakte naar de concurrerende ChampCar World Series. Ze stond als eerste vrouw op poleposition, tijdens de race in op de Kentucky Speedway en leidde de race 26 ronden, maar werd uiteindelijk achtste in de race. Haar beste resultaat was een vierde plaats tijdens de race op de Nazareth Speedway. Het van seizoen van 2003 was een minder seizoen met een achtste plaats als beste resultaat in een race.
Fisher kon voor het seizoen van 2004 geen sponsors overtuigen om een nieuw seizoen in de IndyCar Series mee te financieren en ze maakte de overstap naar NASCAR Camping World West Series, een regionale divisie van de NASCAR. Ze reed nog wel de Indianapolis 500 waar ze 21ste eindigde. In 2005 zette ze haar carrière in de regionale NASCAR verder. Een jaar later, in 2006 had ze niet de mogelijkheid om verder te gaan in de NASCAR, maar op het einde van dat jaar kreeg ze de kans om twee races te rijden voor haar voormalige team Dreyer & Reinbold, zonder echter een top 10-plaats in een race te behalen.
Het Dreyer & Reinbold team besliste voor 2007 dat Fisher weer een heel seizoen voor hen zou rijden. De wagen was niet competitief en het werd een teleurstellend seizoen.
In 2008 werd haar eigen team, Sarah Fisher Racing opgericht, dat ze samen met haar man en schoonvader runt. De eerste race werd gereden tijdens de Indianapolis 500, maar ze haalde de finish niet. Ze reed nog 2 races dat jaar met een 15de plaats in Kentucky als enige resultaat. Fisher vond een sponsor voor 2009 en reed zes races dat jaar, maar kon geen noemenswaardige resultaten neerzetten. Na het seizoen van 2010 zette ze een punt achter haar carrière als coureur in de IndyCar Series.

### Andere activiteiten
Fisher werd gevraagd voor interviews en fotoreportages voor tijdschriften zoals Newsweek, Time Magazine, Sports Illustrated, CosmoGirl!, Glamour en People. Haar werd gevraagd mee te werken aan reclamespots. Zo was ze onder meer te zien in een reclamespot, uitgezonden tijdens de Super Bowl van 2002.

## Resultaten
IndyCar Series resultaten (aantal gereden races, aantal maal in de top 5 van een race, eindpositie kampioenschap en punten)
| Jaar | Races | 1ste | 2de | 3de | 4de | 5de | Rank | Ptn |
| ---- | ----- | ---- | --- | --- | --- | --- | ---- | --- |
| 1999 | 1     | -    | -   | -   | -   | -   | 46   | 5   |
| 2000 | 8     | -    | -   | 1   | -   | -   | 18   | 124 |
| 2001 | 13    | -    | 1   | -   | -   | -   | 19   | 188 |
| 2002 | 10    | -    | -   | -   | 1   | -   | 18   | 161 |
| 2003 | 15    | -    | -   | -   | -   | -   | 18   | 211 |
| 2004 | 1     | -    | -   | -   | -   | -   | 31   | 12  |
| 2006 | 2     | -    | -   | -   | -   | -   | 25   | 32  |
| 2007 | 17    | -    | -   | -   | -   | -   | 17   | 275 |
| 2008 | 3     | -    | -   | -   | -   | -   | 34   | 37  |
| 2009 | 6     | -    | -   | -   | -   | -   | 25   | 89  |
| 2010 | 7     | -    | -   | -   | -   | -   | 26   | 92  |

### Resultaten Indianapolis 500
| Jaar | Chassis | Motor      | Start | Finish | Team                     |
| ---- | ------- | ---------- | ----- | ------ | ------------------------ |
| 2000 | Dallara | Oldsmobile | 19    | 31     | Walker Racing            |
| 2001 | Dallara | Oldsmobile | 15    | 31     | Walker Racing            |
| 2002 | G-Force | Infiniti   | 9     | 24     | Dreyer & Reinbold Racing |
| 2003 | Dallara | Chevrolet  | 24    | 31     | Dreyer & Reinbold Racing |
| 2004 | Dallara | Toyota     | 19    | 21     | Kelley Racing            |
| 2007 | Dallara | Honda      | 21    | 18     | Dreyer & Reinbold Racing |
| 2008 | Dallara | Honda      | 22    | 30     | Sarah Fisher Racing      |
| 2009 | Dallara | Honda      | 21    | 17     | Sarah Fisher Racing      |
| 2010 | Dallara | Honda      | 29    | 26     | Sarah Fisher Racing      |